# Ocón
Ocón tỉnh và cộng đồng tự trị La Rioja, phía bắc Tây Ban Nha. Đô thị này có diện tích là 60,92 ki-lô-mét vuông, dân số năm 2009 là 341 người với mật độ 5,6 người/km². Đô thị này có cự ly 33 km so với Logroño.